# Cyber Metal
Cyber metal – podgatunek metalu industrialnego posiadającego elementy EBM.
Za twórcę cyber metalu uznaje się zespół Fear Factory.
Cechą charakterystyczną cyber metalu jest bogata szata elektronicznych dźwięków oraz wokal, często poddawany różnym modyfikacjom nadającym mu specyficzny dźwięk. Tematyka utworów cyber metalowych dotyczy najczęściej technologii i przyszłości.
Najpopularniejsze zespoły to Fear Factory, Sybreed, Herrschaft oraz Illidiance. W Polsce: Thy Disease, Atrophia Red Sun oraz Cruentus.